# Robert Spears
Robert Spears (Dubbo, Nova Gales do Sul, 8 de agosto de 1893 - Neuilly-sur-Seine, 5 de julho de 1950) foi um ciclista australiano que se especializou no ciclismo em pista. Ganhou o Campeonato de Velocidade do 1920, e também três golpes o prestigioso Grande Prêmio de Paris.

## Palmarés
- 1913
  - 1.º nos Seis dias de Melbourne (com Donald Kirkham)
- 1915
  - 1.º nos  Seis dias de Newark (com Reginald McNamara)
- 1916
  - 1.º nos Seis dias de Chicago (com Reginald McNamara)
- 1920
  - Campeão  do mundo de velocidade 
    - 1.º no Grande Prêmio de Paris
- 1921
  - 1.º no Grande Prêmio de Paris
- 1922
  - 1.º no Grande Prêmio de Paris
  - 1.º no Grande Prêmio da UVF
  - 1.º no Grande Prêmio de Copenhaga
- 1925
  - 1.º no Grande Prêmio de Copenhaga